# Liste des épisodes de Shaman King
Cet article est un complément de l’article sur le manga Shaman King. Il contient la liste des épisodes de la première adaptation en série télévisée d'animation diffusée sur TV Tokyo entre juillet 2001 et septembre 2002, de la deuxième adaptation diffusée sur la même chaîne entre le 1er avril 2021 et le 21 avril 2022 et de la suite, Shaman King Flowers, qui a été diffusé entre le 10 janvier et le 3 avril 2024 sur la même chaîne.

## Première série (2001)
Les titres des épisodes, entre parenthèses, proviennent de la version originale sous-titrée française en 2021 pour ADN.
| No | Titre en français                  | Titre original                                                                         | Date de 1re diffusion |
| -- | ---------------------------------- | -------------------------------------------------------------------------------------- | --------------------- |
| 1  | Fantômes... et plus si affinités   | 幽霊と踊る少年 Yūrei to Odoru Shōnen (Le garçon qui danse avec les fantômes)           | 4 juillet 2001        |
| 2  | La légende d'Amidamaru             | 待つサムライ Matsu Samurai (Le samouraï qui attend)                                    | 11 juillet 2001       |
| 3  | Lenny contre Yoh                   | もう一人のシャーマン Mou Hitori no Shāman (L'Autre Shaman)                             | 18 juillet 2001       |
| 4  | L'unité parfaite                   | 憑依100 Hyōi Hyaku (Hyôi 100)                                                          | 25 juillet 2001       |
| 5  | La nouvelle recrue                 | おシャマなシャーマン Oshama na Shāman (Une shaman précoce)                             | 1er août 2001         |
| 6  | Lee Pai Long                       | カンフーマスター Kan Fū masutā (Kung-fu master)                                        | 8 août 2001           |
| 7  | Pai Long contre-attaque            | パイロン怒りの一発 Pairon Ikari no Ippatsu (Pyron, le poing du courroux)               | 15 août 2001          |
| 8  | Dans la peau d'un Shaman           | シャーマンライフ Shāman Raifu (La Shaman Life)                                         | 22 août 2001          |
| 9  | Un vent venu du nord               | 北の国から来た少年 Kita no Kuni kara kita Shōnen (Le garçon venu du nord)              | 29 août 2001          |
| 10 | Sur la piste du lézard             | 因縁600年 Innen Rokupyaku Nen (600 ans de fatalité)                                    | 5 septembre 2001      |
| 11 | La revanche de Tokageroh           | 春にふる雨 Haru ni Furu Ame (Pluie printanière)                                        | 12 septembre 2001     |
| 12 | Un nouveau Shaman est né           | 始まりを告げる星 Hajimari o Tsugeru Hoshi (L'Étoile du commencement)                   | 19 septembre 2001     |
| 13 | L'étoile de la destinée            | オーバーソウル Ōbā Sōru (Over Soul)                                                    | 26 septembre 2001     |
| 14 | Le duel des Shamans                | シャーマンファイト Shāman Faito (Le Shaman Fight)                                      | 3 octobre 2001        |
| 15 | Faust VIII                         | ボーン·キラーズ Bōn Kirāzu (Bone Killers)                                              | 10 octobre 2001       |
| 16 | Piège fatal                        | ファウスト·ラヴ Fausuto Ravu (Faust Love)                                              | 17 octobre 2001       |
| 17 | Un long voyage                     | ベストプレイス二人旅 Besuto Pureisu Futari Tabi (Voyage à deux)                        | 24 octobre 2001       |
| 18 | Le tunnel de Tartarus              | よう Yō (Yoh)                                                                          | 31 octobre 2001       |
| 19 | Yoh VS Lenny                       | 2人のビッグソウル Futari no Biggu Sōru (Les Deux Big Souls)                            | 7 novembre 2001       |
| 20 | Une nouvelle amitié                | ソウル摩多霊園 Sōru Mata Reien (Le Cimetière des âmes)                                 | 14 novembre 2001      |
| 21 | Il faut délivrer Len               | ビリーブ Birību (Believe)                                                              | 21 novembre 2001      |
| 22 | Yoh affronte les Jotos             | オレたちの必殺技 Oretachi no Hissatsu Waza (Nos nouvelles attaques)                    | 28 novembre 2001      |
| 23 | Une dynastie qui s'éteint          | 蘇る娘娘道士 Yomigaeru Nyan Nyan Dōshi (La Résurrection de la guerrière)               | 5 décembre 2001       |
| 24 | Une nouvelle dynastie              | 不死身の道円 Fujimi no Tao En (L'invincible Tao En)                                    | 12 décembre 2001      |
| 25 | Le voyage des Shamans              | シャーマンへの旅 Shāman e no Tabi (Le voyage du shaman)                                | 19 décembre 2001      |
| 26 | En route pour Dobie Village        | ビッグ·アメリカ Biggu Amerika (Big America)                                            | 26 décembre 2001      |
| 27 | Sourcier de père en fils           | ダウジング·レボリューション Daujingu Reboryūshon (Dowsing Revolution)                  | 9 janvier 2002        |
| 28 | Le clan s'agrandit                 | リゼルグリベンジャー Rizerugu Ribenjā (La Revanche de Lyserg)                          | 16 janvier 2002       |
| 29 | Nature contre nature               | メラ根性 Mera Konjō (Fermeté d'esprit)                                                 | 23 janvier 2002       |
| 30 | Qui a volé la cloche de l'oracle ? | うばわれたオラクルベル Ubawareta Orakuru Beru (La Cloche de l'oracle dérobée)          | 30 janvier 2002       |
| 31 | La ville fantôme                   | 精霊の森 Seirei no Mori (La Forêt aux esprits)                                         | 6 février 2002        |
| 32 | Le grand jour pour Horo            | ホロホロ苦い友の味 Horohoro Nigai Tomo no Aji (L'Amitié amère de HoroHoro)             | 13 février 2002       |
| 33 | Zeke contre-attaque                | ひみつな麻倉 Himitsu na Asakura (Mystérieux Asakura)                                   | 20 février 2002       |
| 34 | Le souffle du caméléon             | アメリカ温泉 Amerika Onsen (Sources thermales américaines)                             | 27 février 2002       |
| 35 | Vous avez dit vampire ?            | 吸血鬼伝説 Kyūketsuki Densetsu (La légende vampire)                                    | 6 mars 2002           |
| 36 | Prise de contrôle                  | 天使のピストル Tenshi no Pisutoru (Le pistolet des anges)                              | 13 mars 2002          |
| 37 | Les Mariachis                      | ジョーダンキング Jōdan Kingu (Joke King)                                               | 20 mars 2002          |
| 38 | Cinq grands chefs                  | セミノアの伝承歌 Seminoa no denshōka (Le psaume des Seminoas)                          | 27 mars 2002          |
| 39 | L'assaut des fantômes              | 花組 Hanagumi (Hana-Gumi)                                                              | 3 avril 2002          |
| 40 | Le livre des Shamans               | 超·占事略決 Chō Senjiryakketsu (Le grand recueil shamanique)                           | 10 avril 2002         |
| 41 | Une étonnante révélation           | 爆れつオーバーソウル Baretsu Ōbā Sōru (Over Soul explosifs)                            | 17 avril 2002         |
| 42 | Un nouveau pouvoir                 | スピリット オブ ソード Supiritto Obu Sōdo (Spirit of Sword)                            | 24 avril 2002         |
| 43 | Les Égyptiens                      | 神々の闘い Kamigami no Tatakai (La bataille des dieux)                                 | 1er mai 2002          |
| 44 | L'équipe Nordique                  | もうひとふんばり Mou Hito Funbari (Encore un effort)                                   | 8 mai 2002            |
| 45 | Le test final                      | グレートスピリッツ Gurēto Supirittsu (Great Spirit)                                    | 15 mai 2002           |
| 46 | Querelles familiales               | 道(タオ)の亡霊 Tao no Bōrei (Les Spectres des Tao)                                     | 22 mai 2002           |
| 47 | Captivité                          | メラ純情 Mera Junjō (Un cœur super pur)                                                | 29 mai 2002           |
| 48 | La prophétie                       | ドラゴンの伝道師 Doragon no Dendōshi (Le Missionnaire dragon)                          | 5 juin 2002           |
| 49 | Maia contre Faust                  | ドクタードクター Dokutā Dokutā (Docteur Docteur)                                       | 12 juin 2002          |
| 50 | Le chant de Nyorai                 | オレの心にゃ闇がある Ore no Kokoro nya Yami ga Aru (Mon cœur habitué par les ténèbres) | 19 juin 2002          |
| 51 | Les chasseurs d'esprits            | シャーマンハント Shāman Hanto (Shaman Hunt)                                            | 26 juin 2002          |
| 52 | La voix du riz                     | 特訓だよ!?全員集合 Tokkun Da yo!? Zen'in Shūgō (Entraînement ! On se rassemble !)      | 3 juillet 2002        |
| 53 | Double danger ou Zeke le méchant   | バイバイ Baibai (Bye Bye)                                                              | 10 juillet 2002       |
| 54 | Lyserg et les X-Laws               | 8番目の天使 Hachibanme no Tenshi (Le 8e Ange)                                          | 17 juillet 2002       |
| 55 | L’appât                            | ゲート オブ バビロン Gēto Obu Babiron (Gate of Babylon)                                | 24 juillet 2002       |
| 56 | La colère de Babylone              | バビロンの扉 Babiron no Tobira (La porte de Babylon)                                   | 31 juillet 2002       |
| 57 | Le chemin secret                   | シャーマンファイト終了? Shāman Faito Shūryō? (La Fin du Shaman Fight ?)                | 7 août 2002           |
| 58 | La forêt interdite                 | 炎上エンジェル Enjō Enjeru (Anges en flammes)                                          | 14 août 2002          |
| 59 | Une nouvelle dimension             | 星の聖地 Hoshi no Seichi (Le Sacré étoilé)                                             | 21 août 2002          |
| 60 | Unité                              | 友達 Tomodachi (Amis)                                                                  | 28 août 2002          |
| 61 | Yoh et le dernier combat           | 永遠にサヨナラ Eien ni Sayonara (Adieu pour toujours)                                  | 4 septembre 2002      |
| 62 | Rage et Furyoku                    | DIE·激突! Dai! Gekitotsu! (Confrontation mortelle !)                                   | 11 septembre 2002     |
| 63 | Le roi s'est tu                    | 在るべき場所 Aru beki Basho (Ma place en ce monde)                                     | 18 septembre 2002     |
| 64 | Longue vie au roi                  | エピローグ Epirōgu (Épilogue)                                                          | 25 septembre 2002     |

## Deuxième série (2021)
| No | Titre en français                            | Titre original                                                            | Date de 1re diffusion |
| -- | -------------------------------------------- | ------------------------------------------------------------------------- | --------------------- |
| 1  | Celui qui danse avec les fantômes            | 幽霊と踊る男 Yūrei to Odoru Otoko                                         | 1er avril 2021        |
| 2  | Un autre shaman                              | もう一人のシャーマン Mō Hitori no Shāman                                  | 8 avril 2021          |
| 3  | Anna et Tao Jun                              | アンナと道 潤 Anna to Tao Jun                                             | 15 avril 2021         |
| 4  | Petit nid douillet                           | ベストプレイス Besuto Pureisu                                             | 22 avril 2021         |
| 5  | Over Soul                                    | オーバーソウル！ Ōbā Souru!                                               | 29 avril 2021         |
| 6  | Yoh contre Horohoro !                        | 葉VSホロホロ！ Yō Bāsasu Horohoro!                                        | 6 mai 2021            |
| 7  | Un certain courage                           | そんな勇気 Sonna Yūki                                                     | 13 mai 2021           |
| 8  | Progrès                                      | 進化 Shinka                                                               | 20 mai 2021           |
| 9  | Yoh contre Ren : retrouvailles               | 葉VS蓮 再び！ Yō Bāsasu Ren Futatabi!                                     | 27 mai 2021           |
| 10 | Une nuit dans la flamme                      | 炎の夜 En no Yoru                                                         | 3 juin 2021           |
| 11 | L'histoire de deux hommes                    | 男二人 Otoko Futari                                                       | 10 juin 2021          |
| 12 | Ren contre En : la fin des Tao               | 蓮ＶＳ円 道の終焉 Ren Tai En Tao no Shūen                                 | 17 juin 2021          |
| 13 | Et Hao !                                     | そしてハオ！ Soshite Hao!                                                 | 24 juin 2021          |
| 14 | Lyserg le justicier                          | リゼルグ・リベンジャー Rizerugu Ribenjā                                   | 1er juillet 2021      |
| 15 | Quand tout s'assemble                        | 歯車のかみあう時 Haguruma no Kamiau Toki                                  | 8 juillet 2021        |
| 16 | Place à la mégabanane                        | ウルトラリーゼントによろしく Urutora Rīzento ni Yoroshiku                 | 15 juillet 2021       |
| 17 | Armes angéliques                             | 天使のピストル Tenshi no Pisutoru                                         | 22 juillet 2021       |
| 18 | Le Great Spirit et mon équipe                | グレート・スピリッツ そしてマイチーム Gurēto Supirittsu Soshite Mai Chīmu | 12 août 2021          |
| 19 | Jaguar                                       | 黒いジャガー Kuroi Jagā                                                   | 19 août 2021          |
| 20 | Le Noël de Joco                              | チョコラブのクリスマス Chokorabu no Kurisumasu                            | 26 août 2021          |
| 21 | Jeanne, l'Iron Maiden                        | アイアンメイデン・ジャンヌ Aian Meiden Jannu                              | 2 septembre 2021      |
| 22 | Où tu iras, j'irai                           | あなたとならどこまでも Anata to Nara Doko Made mo                         | 9 septembre 2021      |
| 23 | Le Pouvoir de Yoh                            | 葉力 Yō Ryoku                                                             | 16 septembre 2021     |
| 24 | Méfiance                                     | 正義に一番必要なもの Seigi ni Ichiban Hitsuyō na Mono                     | 23 septembre 2021     |
| 25 | Hao Asakura, le grand Onmyoji                | 大陰陽師 麻倉葉王 Dai Onmyōji Asakura Hao                                 | 30 septembre 2021     |
| 26 | Le Typhon de Mikihisa                        | 幹久タイフーン Mikihisa Taifūn                                            | 7 octobre 2021        |
| 27 | Adieu pour toujours                          | 永遠にサヨナラ Eien ni Sayonara                                           | 14 octobre 2021       |
| 28 | La décision de Yoh                           | 葉の決めた事 Yō no Kimeta Koto                                            | 21 octobre 2021       |
| 29 | Emeth                                        | emeth Emeto                                                               | 28 octobre 2021       |
| 30 | Le mont Osore                                | 恐山ル・ヴォワール un1 Osorezan Ru Vowāru An                              | 4 novembre 2021       |
| 31 | Le mont Osore II                             | 恐山ル・ヴォワール deux2 Osorezan Ru Vowāru Du                            | 11 novembre 2021      |
| 32 | Le mont Osore III                            | 恐山ル・ヴォワール trois3 Osorezan Ru Vowāru Torowa                       | 18 novembre 2021      |
| 33 | Le mont Osore IV                             | 恐山ル・ヴォワール quatre4 Osorezan Ru Vowāru Kyatoru                     | 25 novembre 2021      |
| 34 | Être roi                                     | 王者になる方法 Ōja ni Naru Hōhō                                           | 2 décembre 2021       |
| 35 | La réunion                                   | 再会の白少年 Saikai no Shiro Shōnen                                       | 9 décembre 2021       |
| 36 | Redseb et Seyrarm                            | ルドセブとセイラーム Rudosebu to Seirāmu                                  | 16 décembre 2021      |
| 37 | Vents de rire                                | 笑いの風 Warai no Kaze                                                    | 23 décembre 2021      |
| 38 | La graduation                                | 卒業 Sotsugyō                                                             | 6 janvier 2022        |
| 39 | Le sommet                                    | サミット Samitto                                                          | 13 janvier 2022       |
| 40 | Humilité                                     | 不自負 Jifurazu                                                           | 20 janvier 2022       |
| 41 | Rencontres en enfer                          | 地獄めぐりあい Jigoku Meguriai                                            | 27 janvier 2022       |
| 42 | Une grande épreuve                           | 大試練 Dai Shiren                                                         | 3 février 2022        |
| 43 | La fin d'un rêve                             | 夢の終わり Yume no Owari                                                  | 10 février 2022       |
| 44 | Une conversation tranquille                  | ゆっくり話す Yukkuri Hanasu                                               | 24 février 2022       |
| 45 | Le premier et le dernier                     | 最初で最期の Saisho de Saigo no                                           | 3 mars 2022           |
| 46 | La vraie Justice                             | 真実の正義 Shinjitsu no Seigi                                             | 10 mars 2022          |
| 47 | Les plantes                                  | プラント Puranto                                                          | 17 mars 2022          |
| 48 | Jusqu'au bout                                | これまでずっと Kore made Zutto                                            | 24 mars 2022          |
| 49 | Bonne nuit                                   | おやすみ Oyasumi                                                          | 31 mars 2022          |
| 50 | La chute de Damko                            | フォーリンダム子 Fōrin Damuko                                             | 7 avril 2022          |
| 51 | La dernière épreuve : le Tournoi des Shamans | LAST TEST SHAMAN FIGHT                                                    | 14 avril 2022         |
| 52 | Shaman King : la fin de Dieu                 | SHAMAN KING GOD END                                                       | 21 avril 2022         |

## Shaman King Flowers
| No | Titre en français,                            | Titre original                                                          | Date de 1re diffusion, |
| -- | --------------------------------------------- | ----------------------------------------------------------------------- | ---------------------- |
| 1  | Asakura contre l'autre Asakura                | 麻倉 VS 裏麻倉 Asakura VS Ura Asakura                                   | 10 janvier 2024        |
| 2  | La Fête de Gion à Nishitokyo                  | 西東京擬音祭り Nishi-Tokyo Gion Matsuri                                 | 17 janvier 2024        |
| 3  | L'Arrivée d'un shaman casse-pieds             | 帰ってきたおシャマなシャーマン Kaettekita Oshama na Shāman              | 24 janvier 2024        |
| 4  | Un sentiment de perte                         | 喪失感 Sōshitsukan                                                      | 31 janvier 2024        |
| 5  | Choc au centre commercial                     | ショッキングモール Sōshitsukan                                          | 7 février 2024         |
| 6  | Les Démons endormis sur la berge              | 鬼、河原に寝込む Oni, Kawahara ni Nekomu                                | 14 février 2024        |
| 7  | Le Grondement du démon                        | 鬼、鳴動 Oni, Meidō                                                     | 21 février 2024        |
| 8  | Flower of truc-bidule                         | フラワー・オブ・なんちゃら Furawā・Obu・Nanchara                        | 28 février 2024        |
| 9  | Mon père et mon oncle ont le même âge que moi | 同い年 ～オレと親父とおじさんが～ Onaidoshi ~Ore to Oyaji to Ojisan ga~ | 6 mars 2024            |
| 10 | L'Île de Death Zero                           | 亡零の島 Bō Rei no Shima                                                | 13 mars 2024           |
| 11 | Black Maiden                                  | 黒の乙女 Kuro no Otome                                                  | 20 mars 2024           |
| 12 | Comme ça ?                                    | なんとなく？ Nantonaku?                                                 | 27 mars 2024           |
| 13 | C'est l'amour !                               | 愛だ！！！ Ai da! ! !                                                   | 3 avril 2024           |